# Karanemoura abrupta
Karanemoura abrupta (лат.) — ископаемый вид веснянок из семейства Perlariopseidae. Типовой вид рода Karanemoura. юрские отложения (около 160 млн лет): Казахстан (Каратау, Чимкентская область, Карабастауская свита), а также Китай (Внутренняя Монголия, Daohugou Formation).

## Описание
Мелкие веснянки, длина тела от 10 до 15 мм, длина переднего крыла от 12 до 17 мм, ширина от 3 до 4 мм.
Вид Karanemoura abrupta был впервые описан в 1987 году российским энтомологом Ниной Дмитриевной Синиченковой Архивная копия от 12 мая 2014 на Wayback Machine (Лаборатория артропод, Палеонтологический институт РАН, Москва) вместе с ископаемым видом Perlariopsis basalis и другими. Виды Karanemoura abrupta, K. manca, K. appropinquata, K. brevis, K. curvata, K. distalis, K. divaricata, K. perpropinqua, K. probata образуют ископаемый род Karanemoura Sinitshenkova, 1987.